# Tamara De Treaux
Tamara De Treaux, pseudonimo di Tamara Detro (California, 21 ottobre 1959 – North Hollywood, 28 novembre 1990), è stata un'attrice statunitense.

## Biografia
La De Treaux era affetta da nanismo, essendo alta circa 79 cm, e fu proprio questa caratteristica a consentirle di essere scritturata per il ruolo di E.T. nel film E.T. l'extra-terrestre, ruolo diviso con altri due interpreti, Pat Bilon (anch'egli affetto da nanismo) ed un giovane Matthew De Meritt (nato senza gambe). La De Treaux morì nel 1990 all'età di trentuno anni a causa di un infarto.

## Filmografia
- Non avere paura del buio (Don't Be Afraid of the Dark), regia di John Newland (1973) - film TV
- E.T. l'extra-terrestre (E.T. the Extra-Terrestrial), regia di Steven Spielberg (1982)
- Ghoulies, regia di Luca Bercovici (1984)
- Rockula, regia di Luca Bercovici (1990)
- The Linguini Incident, regia di Richard Shepard (1991)
- Ted & Venus, regia di Bud Cort (1991)